# Joseba Arruti
Joseba Arruti Lafuente (1969, Guernica y Luno, Vizcaya) es un periodista, exdirector de Radio Euskadi. 

## Biografía
Licenciado en Periodismo por la UPV. Mientras cursaba la carrera fue director de la revista comarcal Deiadar. 
En 1999 entró en Euskaldunon Egunkaria, donde permaneció durante dos años en la sección de política. Durante esos años publicó dos libros, en concreto, sendas biografías en euskera de Winston Churchill (1999) y de Iósif Stalin (2001).
Entre 2001 y 2007 trabajó en Deia, diario en el que fue corresponsal político entre 2003 y 2006.
Ha colaborado con una gran cantidad de medios, tanto en prensa (El Correo, Argia), televisión (ETB, TVE, TV3) y radio (Cadena SER, Radio Galega). Además, desde 2003 es un colaborador habitual de Radio Euskadi y Euskadi Irratia, emisoras generalistas de EiTB en castellano y euskera respectivamente.
Es miembro de la comisión permanente del Consejo Asesor del Euskera, el órgano consultivo oficial del Gobierno vasco en materia lingüística.
En junio de 2009 el nuevo director general de EiTB (radiotelevisión pública vasca), Alberto Surio, le designó como nuevo director de Radio Euskadi (emisora líder de oyentes en el País Vasco), siendo sustituido por Odile Krutzeta en su puesto tras la designación de Maite Iturbe como directora general del ente.